# Municipio de Tuscarora (condado de Perry)
El municipio de Tuscarora  (en inglés: Tuscarora Township) es un municipio ubicado en el condado de Perry en el estado estadounidense de Pensilvania. En el año 2000 tenía una población de 1.122 habitantes y una densidad poblacional de 14 personas por km².

## Geografía
El municipio de Tuscarora se encuentra ubicado en las coordenadas 40°31′00″N 77°11′59″O / 40.51667, -77.19972.

## Demografía
Según la Oficina del Censo en 2000 los ingresos medios por hogar en la localidad eran de $40,813 y los ingresos medios por familia eran $46,447. Los hombres tenían unos ingresos medios de $37,688 frente a los $21,765 para las mujeres. La renta per cápita para la localidad era de $16,951. Alrededor del 8,9% de la población estaban por debajo del umbral de pobreza.